# كريغشوله (ألمانيا)

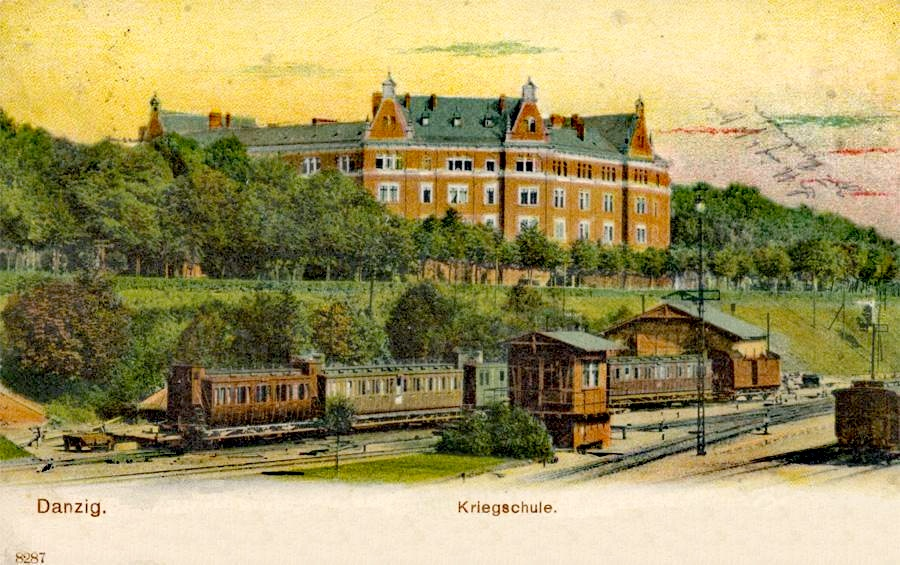
رسم لمدرسة دانتسيغ العسكرية

الكريغشوله هي مدرسة عسكرية لتدريب الضباط وتعليمهم. بدأت في ألمانيا منذ القرن السابع عشر. كانت هناك مدارس حرب كثيرة في ألمانيا، وأكاديميات حرب كثيرة، وأكاديميات فرسان كثيرة.

## النشأة
أُنشئت هذه المدارس لتعليم النبلاء. بعد حرب السنوات السبع (1756–1763) وجد فريدرش الأكبر أن الجيش يحتاج لإعادة تنظيم. الحرب أظهرت أن تعليم الضباط ضعيف. قبل ذلك كانوا يظنون أن الخبرة في الحرب تكفي، لكن بعد الحرب بدأوا يبنون مدارس جديدة للتعليم العسكري.
مع ظهور المدن والاقتصاد النقدي ظهرت جيوش المرتزقة وميليشيات المدن. لكن إستلهاما من مكيافيللي الذي قال إن المرتزقة ضعفاء في القتال. أراد الإقطاعيون جيشًا أقوى.
في سنة 1765 بنى فريدرش «أكاديمية النبلاء» في برلين. فيها يتعلم الشباب التاريخ والجغرافيا والفلسفة والبلاغة والهندسة والتحصين واللغات والرقص وركوب الخيل. أفضل الخريجين يذهبون إلى بوتسدام ليتعلموا فنون الحرب مباشرة من الملك.

## القرن التاسع عشر
بعد حرب 1806–1807 بدأت إصلاحات الجيش في بروسيا. في 1810 أُنشئت ثلاث مدارس حرب في برلين وكوينيغسبرغ وبريسلاو. وفي 1810 أسس جيرهارد يوهان دافيد فون شارنهورست «المدرسة الحربية العامة» في برلين. هذه المدرسة كانت لتدريب ضباط الأركان، واستمرت حتى 1914. في 1859 أصبح اسمها «الأكاديمية الحربية الملكية البروسية».

## القرن العشرون
استمرت الأكاديميات حتى 1914. أُغلقت مع الحرب العالمية الأولى ثم فُتحت ثانية بين 1935 و1939. الأكاديمية كانت مفتوحة لأي ضابط تتوفر فيه الشروط: خدمة 3 سنوات، صحة جيدة، معرفة علمية، واجتياز امتحان القبول. في الحرب العالمية الثانية كان على كل ضابط في الڤيرماخت أن يمر بمدرسة حرب.